# TecnoBahía
TecnoBahía, también llamado Parque Tecnológico TecnoBahía, es un parque industrial situado en dos enclaves de la Bahía de Cádiz, ubicados en los municipios de El Puerto de Santa María (Cádiz) y Puerto Real (Cádiz). Calificado como Parque Científico-Tecnológico, TecnoBahía está orientado al desarrollo tecnológico de sus empresas con el objetivo de dinamizar la innovación y la transferencia de tecnología. Cuenta con un centro de empresas y salón de actos y reuniones entre otros equipamientos.